# Лаверна (богиня)
Лаверна (лат. Laverna, от латинского глагола latere или слова levator — «вор») — римская богиня прибыли, покровительница воров.
Лаверне была посвящена роща близ Рима, рядом с которой располагались Лавернские ворота, и жертвенник. Упоминания о Лаверне встречаются ещё в этрусских гробницах. Жертвоприношения Лаверне полагалось приносить только левой рукой. Культ Лаверны был распространён в римской Италии. В честь Лаверны был назван астероид 2103 Laverna.